# Clappia cahabensis
Clappia cahabensis foi uma espécie de gastrópode da família Hydrobiidae.
Era endémica dos Estados Unidos da América.
Os seus habitats naturais eram rios.